# Partido Católico
Partido Católico foi um partido ou entidade que refletia a luta dos católicos em defesa de seus interesses no campo político. Até o último quartel do século XIX, numerosos padres e bispos tinham exercido cargos públicos sem, no entanto, estar vinculados a um partido organizado pelos católicos. A partir de então, e durante o primeiro quartel do século XX, ocorreram as primeiras iniciativas da Igreja Católica no
sentido de articular sua participação na política partidária.

## História

### Império
A proposta de criação de um Partido Católico no Brasil, através do qual seria possível defender os interesses da Igreja nas casas legislativas, foi apresentada na década de 1870 por José Soriano de Sousa, professor da Faculdade de Direito do Recife e católico fervoroso. As primeiras medidas tomadas para a fundação da organização político-partidária foram a criação de associações católicas com objetivos eminentemente sociais, as
quais serviriam de espaço para a arregimentação política dos católicos e a unificação das
orientações políticas em período eleitoral.
A matriz do partido foi instalada na Associação Católica Fluminense, sob os auspícios do bispo diocesano e com o apoio de personalidades de alta projeção na Corte. A associação funcionou entre 1874 e 1876, mas foi logo bloqueada pelas autoridades civis, que se negaram a reconhecer sua personalidade jurídica. Embora o fechamento da Associação Católica na província do Rio de Janeiro tenha prejudicado a ação do Partido Católico em
termos de articulação nacional, as associações regionais se multiplicaram em diferentes pontos do país, em cidades ais como Belém, Fortaleza, Mariana e Diamantina (MG), tornando-se os órgãos formadores do partido, estimuladores das campanhas eleitorais. Já nessa primeira fase do Partido Católico, o professor José Soriano de Sousa publicou, sob o pseudônimo de “Um católico”, um ensaio de programa para o partido que trazia esclarecimentos sobre suas bases doutrinais e definia sua plataforma ideológica.

### República
Após o golpe de estado que implantou a república em 15 de novembro de 1889, os esforços dos católicos para organizar o Partido Católico puderam ser observados principalmente em dois momentos: de 1890 a 1894 e de 1909 a 1911.
No primeiro momento, a implantação do novo regime e a aprovação de um texto constitucional inteiramente laico, que estabelecia a separação formal entre Igreja e Estado, exigiram que os meios eclesiásticos se unissem para defender seus direitos e mobilizassem diversas forças da Igreja, a fim de colocar em prática o projeto de um Partido Católico que representasse seus interesses junto ao governo.
No Rio de Janeiro, então Distrito Federal, foi formado o diretório central do partido, tendo como chefe dom Antônio de Macedo Costa, e como membros o vigário geral monsenhor Luís Raimundo de Brito, o barão de Andaraí, o marechal Almeida Barreto, o contra-almirante Magalhães Barreto e outros.
Em quase todos os estados funcionaram diretórios regionais, foram lançados manifestos, programas e circulares, e foram formadas chapas com candidatos capazes de canalizar votos e expressar a vontade dos grupos católicos.
Os resultados obtidos pelo Partido Católico não causaram o impacto esperado, mas, ainda assim, a experiência levou os líderes
católicos a se preocuparem mais efetivamente com a conscientização dos leigos e com a necessidade de uma coordenação mais continuada e centralizada das forças políticas no âmbito da Igreja.
Tendo em vista a concretização desses objetivos, foram criados diferentes organismos, tais como os Congressos Católicos, tanto nacionais como regionais, as Federações de Associações Católicas, a União Popular e a Liga da Boa Imprensa. No segundo momento, teve início, a partir de Minas Gerais, uma retomada das articulações dentro do Partido Católico, precipitadas pela crescente preocupação dos bispos de dar voz
às reivindicações da Igreja em face do Estado e de fazer compreender o valor daquela instituição para o bom andamento da sociedade.
Em 1910, enquanto fermentava a Campanha Civilista em apoio à candidatura de Rui Barbosa à presidência da República,  alguns setores da Igreja Católica tomavam cada vez mais consciência da importância de estruturar um movimento organizado, que reivindicasse os direitos de que se julgavam alijados desde a proclamação da República, que, além de oficializar a separação entre Igreja e Estado, levara à adoção de medidas liberais em detrimento do catolicismo, tais como a plena liberdade de culto, o casamento civil obrigatório e a secularização da educação.
No final desse segundo ciclo partidarista católico, especialmente a partir das Conferências Episcopais do Sul, realizadas em São Paulo no ano de 1910, registrou-se uma tendência a deslocar o problema da articulação e participação política dos católicos do polo partidário para um tipo de organização mais ampla, capaz de superar os estreitos limites e os riscos do partidarismo. Isso foi explicitamente estabelecido em 1915, na Conferência Episcopal de Friburgo (RJ). A partir daí, teve início um processo de transição na forma de organizar as forças políticas católicas, com uma guinada no sentido de reuni-las não mais em um partido, mas em uma organização suprapartidária.
Nas décadas de 1910 e 1920, o impacto da eclosão da Primeira Guerra Mundial, em 1914, e a proximidade da comemoração do Centenário da Independência brasileira, em 1922, reacenderam entre os intelectuais a necessidade de pensar o Brasil do ponto de vista brasileiro e fizeram emergir um engajamento em torno de temas centrais como defesa nacional, educação, saúde, voto, representação política e civismo.
Na década de 1920, enquanto se erguiam bandeiras nacionalistas e se organizavam movimentos e associações destinados a construir a nação brasileira, os leigos católicos mais uma vez reclamavam a criação de um Partido Católico fortemente estruturado. Tal foi o caso da campanha lançada por Carlos Laet em 1925, fervorosamente aplaudida por Jackson de Figueiredo, em decorrência das emendas constitucionais propostas pelo deputado Plínio Marques, que pretendiam introduzir um dispositivo sobre o ensino religioso nas escolas públicas por
ocasião da reforma constitucional de 1926.
A crescente urbanização, a secularização da cultura e a fundação, em 1922, do Partido Comunista Brasileiro, então chamado Partido Comunista do Brasil (PCB), foram outros fatores que contribuíram para o enfraquecimento da tradicional influência do catolicismo na 
sociedade brasileira. Para fazer frente a tais condições, dom Sebastião Leme, arcebispo do Rio de Janeiro, convencido tanto da impossibilidade de implantar um partido confessional como da necessidade de formar a consciência política dos católicos no Brasil e de descobrir fórmulas práticas para a mobilização e canalização dos eleitores em favor dos postulados da Igreja, liderou um movimento destinado a defender os ideais cristãos na vida política nacional que culminou com a criação da Liga Eleitoral Católica (LEC) em 1932.